# Clyde Williams
Clyde Williams (* 13. Oktober 1873 bei Grubville, Jefferson County, Missouri; † 12. November 1954 in St. Louis, Missouri) war ein US-amerikanischer Politiker. Zwischen 1929 und 1943 vertrat er zwei Mal den Bundesstaat Missouri im US-Repräsentantenhaus.

## Werdegang
Clyde Williams besuchte die öffentlichen Schulen seiner Heimat, die De Soto High School und die State Normal School in Cape Girardeau. Nach einem anschließenden Jurastudium an der University of Missouri in Columbia und seiner 1901 erfolgten Zulassung als Rechtsanwalt begann er in De Soto in diesem Beruf zu arbeiten. Zwischen 1902 und 1908 fungierte Williams als Staatsanwalt im Jefferson County. Politisch war er Mitglied der Demokratischen Partei. Bei den Kongresswahlen des Jahres 1926 wurde er im 13. Wahlbezirk von Missouri in das US-Repräsentantenhaus in Washington, D.C. gewählt, wo er am 4. März 1927 die Nachfolge von Charles Edward Kiefner antrat. Da er im Jahr 1928 nicht bestätigt wurde, konnte er bis zum 3. März 1929 zunächst nur eine Legislaturperiode im Kongress absolvieren. Danach praktizierte er wieder als Anwalt.
Bei den Wahlen des Jahres 1930 wurde Williams erneut im 13. Distrikt seines Staates in den Kongress gewählt, wo er am 3. März 1931 Kiefner wieder ablöste. Nach fünf Wiederwahlen konnte er bis zum 3. Januar 1943 sechs weitere Amtszeiten im US-Repräsentantenhaus verbringen. Seit 1933 vertrat er dort als Nachfolger von William L. Nelson den achten Bezirk von Missouri. Während seiner Zeit im Kongress wurden dort zwischen 1933 und 1941 viele der New-Deal-Gesetze der Bundesregierung unter Präsident Franklin D. Roosevelt verabschiedet. Im Jahr 1933 wurden der 20. und der 21. Verfassungszusatz ratifiziert. Seit 1941 war auch die Arbeit des Kongresses von den Ereignissen des Zweiten Weltkrieges geprägt.
Im Jahr 1942 unterlag Williams dem Republikaner William P. Elmer. Zwischen 1943 und 1945 arbeitete er als Jurist für die Reconstruction Finance Corporation in der Bundeshauptstadt Washington. Williams wurde auch Präsident der Firma Jefferson Trust Co. und der Bank of Hillsboro. Er starb am 12. November 1954 in St. Louis.